# 熱い秋
『熱い秋』（あついあき）は、TBS系列の「金曜ドラマ」（毎週金曜日22:00 - 22:54）の枠で、1980年（昭和55年）10月24日から1981年（昭和56年）1月23日まで放映されていたテレビドラマ。全13話。

## 概要・内容
加納信之は商社「大月商事」のエリート社員。4年間アフリカ駐在員として勤め、帰国まであと一週間というその夜に、原住民の暴徒に突然襲われた。そして帰国後、信之は資源開発局第五部部長に昇進し、何不自由ない順風満帆な一家のように見えたが、ある時に、ある疑惑の種が生まれ、家庭内から破綻する兆しとして発展していく。先の突然の襲撃事件以来、信之と綾の夫婦の間に微妙なずれが生じ、帰国してからの様々で寄合的な人間関係がこのずれを更に大きなものにしていった。幸せな家庭の内部崩壊の様子と愛憎劇を描いたホームドラマ。 

## キャスト[1]
- 加納綾：八千草薫
- 加納信之：児玉清
- 加納洋一：国広富之 - 信之の先妻の息子
- 中沢千恵：竹下景子 - 綾の妹
- 中沢栄作：金田龍之介
綾の父。元・闇成金で、落ちぶれた存在。綾には好かれていないが、洋一とはウマが合い、加納家を度々訪れていた。
- 有紀：かとうかずこ
- 泉保夫：岡本信人
田舎臭さの抜けない生物教師。
- 梅野泰靖
- 北川副社長：神山繁
- 武井専務：庄司永建
- 瀬戸司郎：森本レオ
- 守谷郁：宇津宮雅代 - 信之の元愛人

## スタッフ
- 制作：大山勝美
- プロデューサー：鈴木淳生
- 脚本：服部佳
- 演出：鈴木利正、福田新一
- 演出補：高田卓哉、山津俊一、木村修一、桐ヶ谷嘉久
- 音楽：福村博
- 劇伴音楽演奏：ネイティブ・サン
- 制作著作：TBS

## 主題歌
リンダ・ヘンリック「オータム・ドリームス」

## サブタイトル
| 各話   | 放送日         | サブタイトル | 演出     |
| ------ | -------------- | ------------ | -------- |
| 第1話  | 1980年10月24日 | 夫婦の寝室   | 鈴木利正 |
| 第2話  | 1980年10月31日 | 妻の疑惑     | 福田新一 |
| 第3話  | 1980年11月7日  | 夫婦の危機   | 鈴木利正 |
| 第4話  | 1980年11月14日 | 突然のいのち | 福田新一 |
| 第5話  | 1980年11月21日 | 私は生みたい | 鈴木利正 |
| 第6話  | 1980年11月28日 | 幸せの暗闇   | 福田新一 |
| 第7話  | 1980年12月5日  | 夫の涙       | 鈴木利正 |
| 第8話  | 1980年12月12日 | 家族の表情   | 福田新一 |
| 第9話  | 1980年12月19日 | 愛の逆流     | 鈴木利正 |
| 第10話 | 1980年12月26日 | 愛情不在     | 福田新一 |
| 第11話 | 1981年1月9日   | 無言の求愛   | 鈴木利正 |
| 第12話 | 1981年1月16日  | 姉妹         | 福田新一 |
| 第13話 | 1981年1月23日  | 夫婦の決算   | 鈴木利正 |